# Lniano
Lniano è un comune rurale polacco del distretto di Świecie, nel voivodato della Cuiavia-Pomerania.
Ricopre una superficie di 88,34 km² e nel 2004 contava 4 070 abitanti.